# Rândunică albastră
Rândunica albastră (Hirundo atrocaerulea) este o specie de pasăre din familia Hirundinidae originară din Africa de Est. Se reproduce în sud-estul Africii, iernând în nordul Ugandei și Kenya. 

## Descriere

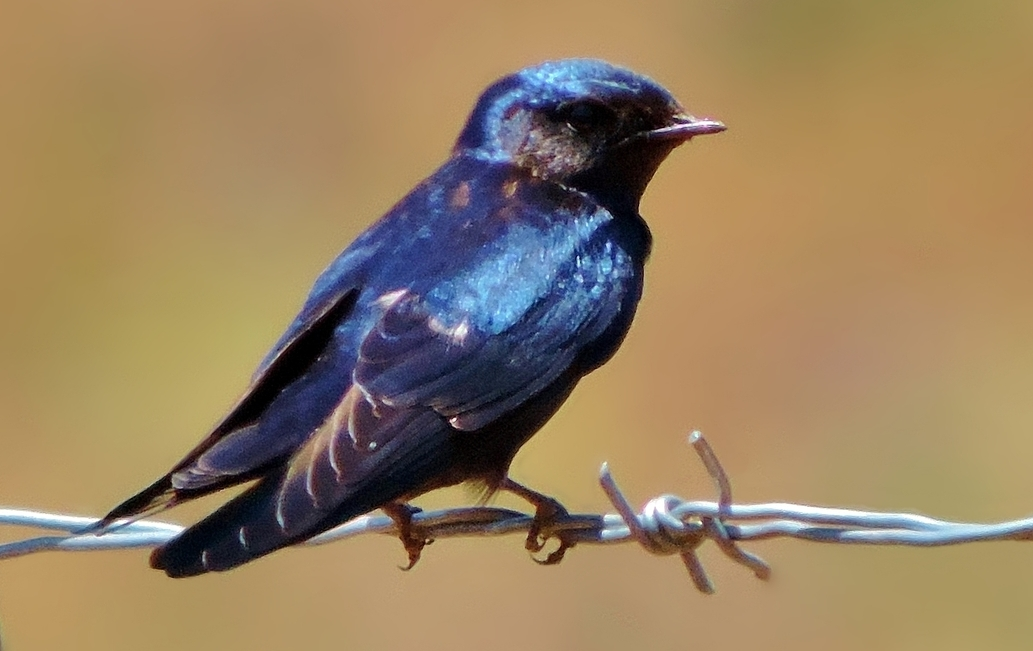
Rândunica albastră (Hirundo atrocaerulea)

Această specie este o rândunică mică de 18–25 de centimetri lungime. Păsările adulte au un penaj de culoare albastru-oțel închis, metalizat, cu o coadă lungă, bifurcată, care sunt deosebit de vizibilă la masculi. Au pene albe pe burta inferioară și pe laterale, lucru care se observă mai ales în perioada curtării. În lumină slabă, rândunelele albastre par aproape negre și, prin urmare, pot fi confundate cu rândunelele negre (Psalidoprocne spp.) care apar în toată zona de reproducere a rândunelelor albastre. 
Puii sunt gri-maroniu, dobândind culoarea albastră pe măsură ce se maturizează. Cântecul este un muzical "bi-bi-bi-bi" atunci când este în zbor. 

## Comportament
Rândunelele albastre se hrănesc cu muște mici, cu corp ușor și alte artropode, prinzându-le în zbor. Încep sezonul de reproducere la sfârșitul lunii septembrie și își construiesc un cuib în formă de cupă de noroi și iarbă în interiorul cavităților, cuiburilor de aardvark și minelor vechi. Cuiburile sunt căptușite cu iarbă fină, păr de animale și pene albe. În mod normal, sunt depuse trei ouă albe, incubate timp de 14 zile de femelă.  Puii sunt hrăniți timp de aproximativ 22 de zile până când le cresc penele. Odată ce penajul este complet, puii petrec următoarele două zile în jurul cuibului, înainte de a dispărea.  Majoritatea rândunelelor albastre vor crește un al doilea pui înainte de a se întoarce în locurile de iarnă, în aprilie.